# Shuangjiang
För andra betydelser, se Shuangjiang (olika betydelser).
Shuangjiang, tidigare stavat Shwangkiang, är ett autonomt härad för lahu-, wa, blang och dai-folken som lyder under Lincangs stad på prefekturnivå i Yunnan-provinsen i sydvästra Kina.